# Setlist

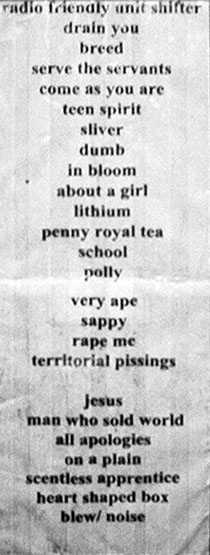
Setlist eines Nirvana-Konzerts 1994

Eine Setlist (oder auch Konzertprogramm oder einfach Programm) ist die von einem Musiker oder einer Musikergruppe festgelegte Reihenfolge von Liedern, die bei einem Konzert gespielt werden. Ein Programmheft ist die davon angefertigte Verschriftlichung davon.

## Umsetzung

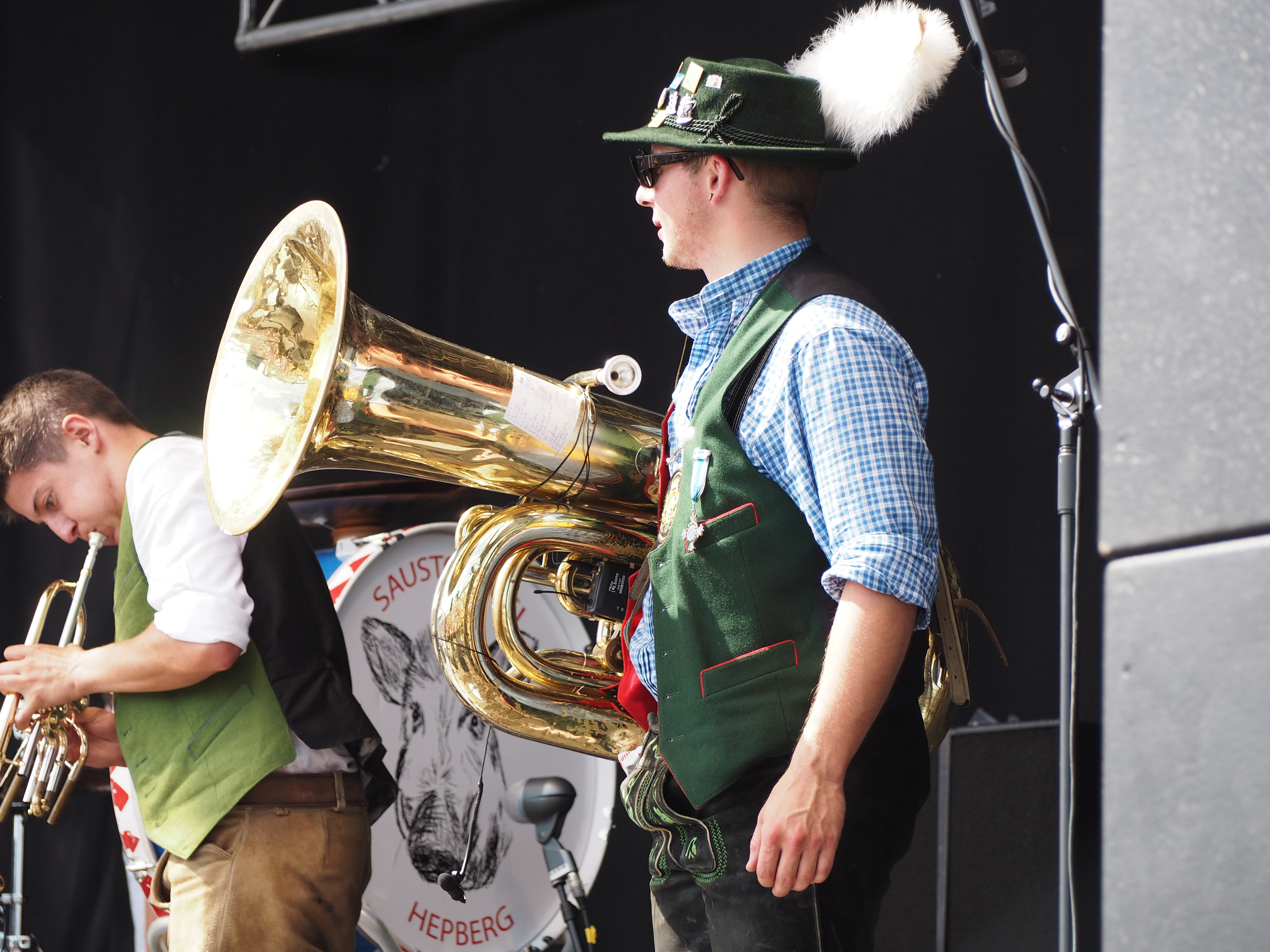
Auf den Schallbecher einer Tuba geklebte Setlist

Eine Setlist kann aus mehreren Sets bestehen. Meistens wird zwischen ihnen eine Pause eingelegt.
Meistens wird die zu spielende Setlist vor dem Konzert oder der Tournee besprochen. Zur Merkhilfe werden manchmal Listen auf der Bühne so angebracht, dass die Musiker sie problemlos sehen können. Von einigen Bands sind im Internet die Setlists vergangener Konzerte abrufbar, entweder auf den offiziellen Websites oder auf Fanseiten.
Während manche Gruppen feste Setlisten für eine ganze Tournee haben, variieren andere das Programm bei jedem Konzert. Eine Besonderheit ist, wenn der ausführende Künstler sämtliche Lieder eines Albums in der Originalreihenfolge interpretiert. Dies wird zum Beispiel zur Promotion eines Albums angewendet oder bei Konzeptalben.
Originale Konzertprogramme können zu Sammlerstücken werden: So erzielte eine Bruce-Springsteen-Setlist bei einer Auktion einen Preis von 2569,50 US-Dollar.